# Ungleiche Verträge

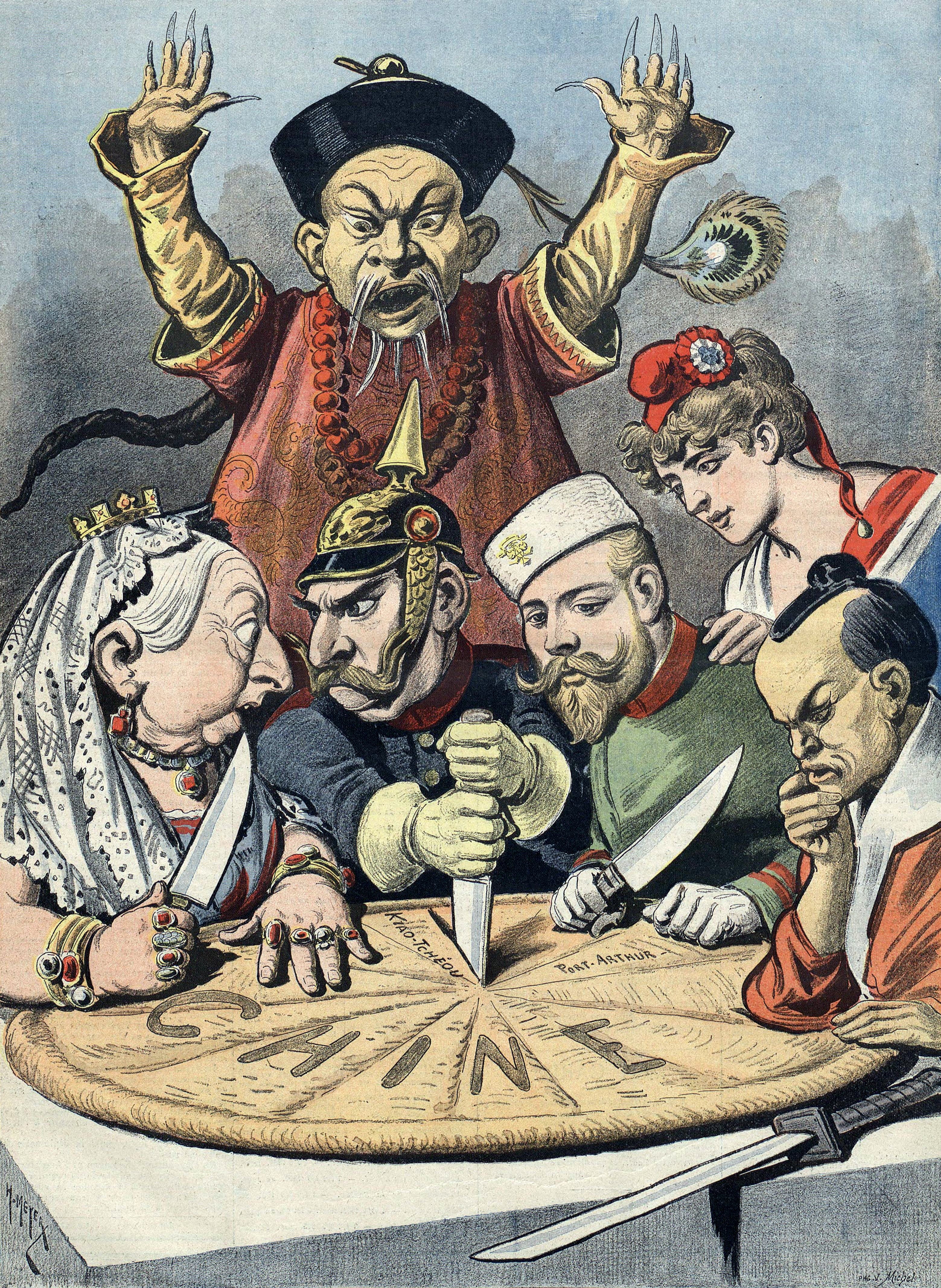
Zeitgenössische Karikatur in Le Petit Journal (1898), die die Rivalität der Großmächte in China darstellt: von links nach rechts Großbritannien (Victoria), Deutsches Reich (Wilhelm II.), Russland (Nikolaus II.), Frankreich (Marianne), Japan

Die sogenannten Ungleichen Verträge (chinesisch 不平等條約 / 不平等条约, Pinyin bùpíngděng tiáoyuē) wurden zwischen Mitte des 19. Jahrhunderts und dem Ersten Weltkrieg zwischen den „westlichen“ Fremdmächten (Großbritannien, Frankreich, USA, Russland, Deutschland, Japan) einerseits sowie China, Japan (Tokugawa-Shogunat), Korea, Persien und Siam andererseits geschlossen. Sie sahen vielfältige Souveränitätsbeschränkungen auf den Gebieten der Politik, der Verwaltung und der Gerichtsbarkeit vor.

## Verträge mit China
Zugeständnisse wurden dem Reich der Mitte insbesondere auf handelspolitischem Gebiet abgenötigt (siehe Chinahandel), etwa die Öffnung von Häfen (Vertrags- oder Traktatshäfen) oder Reparationszahlungen. Hinzu kam die erzwungene Öffnung Japans und Chinas für die christliche Mission. Eine angemessene Gegenleistung der Vertragspartner war dabei nicht vorgesehen. Zu den wichtigsten Ungleichen Verträgen gehören:
- Vertrag von Nanking (南京條約) (29. August 1842, China – Großbritannien)
- Vertrag von Humen (虎門條約) (8. Oktober 1843, China – Großbritannien)
- Vertrag von Wanghia (望廈條約) (3. Juli 1844, China – USA)
- Vertrag von Huangpu (黃埔條約) (24. Oktober 1844, China – Frankreich)
- Vertrag von Aigun (璦琿條約) (28. Mai 1858, China – Russland)
- Vertrag von Tianjin (天津條約) (Juni 1858, China – Frankreich, Großbritannien, USA, Russland)
- Pekinger Konvention (北京條約) (1860, China – Russland, Frankreich, Großbritannien)
- Handels-, Freundschafts- und Schifffahrtsvertrag mit China (中德通商条约) (2. September 1861, China – Preußen, auch für den Deutschen Zollverein), abgeschlossen während der preußischen Ostasienexpedition
- Burlingame Treaty (28. Juli 1868, China – USA)
- Chinesisch-Portugiesischer Vertrag von Peking (中葡北京條約) (1887)[1]
- Vertrag von Shimonoseki (馬關條約) (17. April 1895, China – Japan)
- Lüda-Pachtvertrag (27. März 1898, China – Russland)
- Vertrag von Guangzhouwan (29. Mai 1898, China – Frankreich)
- Zweite Pekinger Konvention (9. Juni 1898, China – Großbritannien)
- Xinchou-Vertrag (辛丑條約) (7. September 1901, China – Achtstaatenallianz (Großbritannien, USA, Japan, Russland, Frankreich, Deutschland, Italien, Österreich-Ungarn) sowie Spanien, Niederlande, Belgien)
- 21 Forderungen (二十一條) (25. Mai 1915, China – Japan)

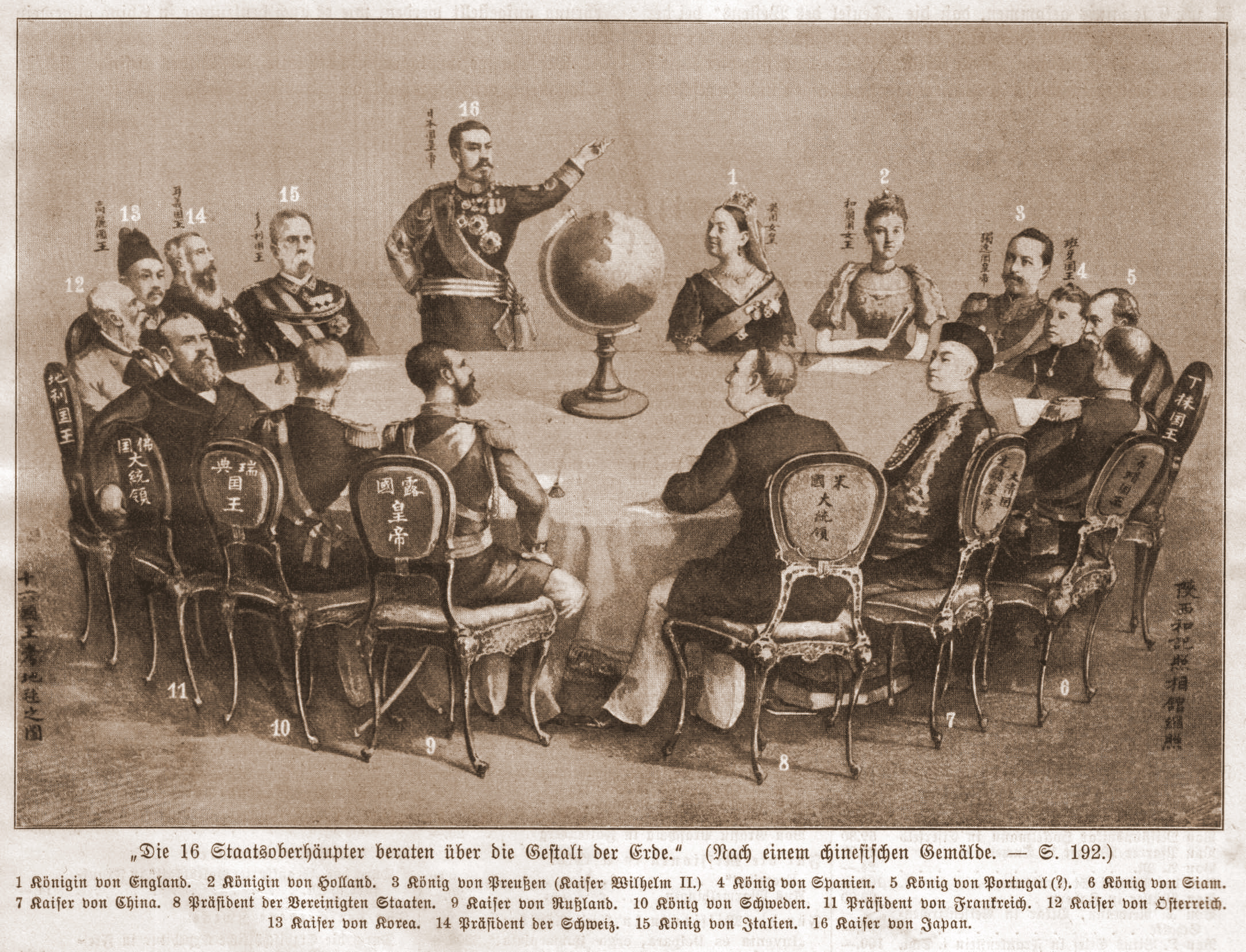
Die 16 Staatsoberhäupter beraten über die Gestalt der Erde. Aus der illustrierten Monatsschrift Die katholischen Missionen der Jesuiten, Mai 1903.

Auf offizieller Ebene wurde der Terminus ungleiche Verträge erstmals 1926 von der Regierung in Peking in Verbindung mit der Aufhebung des chinesisch-belgischen Vertrages von 1865 gebraucht. Erst siebzehn Jahre später konnte die Regierung Chinas aufgrund der 1943 unterzeichneten Verträge mit den USA und Großbritannien (betreffend die Annullierung exterritorialer Rechte u. a.) das Ende der Ära der „ungleichen Verträge“ verkünden.

## Verträge mit Japan
Verträge der USA und europäischer Staaten mit Japan:
- Vertrag von Kanagawa (31. März 1854)
- Englisch-Japanischer Freundschaftsvertrag (4. Oktober 1854)
- Vertrag von Shimoda (7. Februar 1855)
- Verträge mit Russland, den Niederlanden und Frankreich (1858)
- Amerikanisch-Japanischer Freundschafts- und Handelsvertrag (Harris-Vertrag, 29. Juli 1858)
- Japanischer Vertrag mit Preußen (24. Januar 1861)

Verträge Japans mit anderen asiatischen Staaten:
- Japanisch-Koreanischer Freundschaftsvertrag (26. Februar 1876)
- Verträge mit China, siehe oben

## Verträge mit Siam
- Bowring-Vertrag (18. April 1855, Siam – Großbritannien)

## Verträge mit Vietnam
- Vertrag von Saigon (2. Juni 1862, Vietnam – Frankreich)[2]
- Vertrag von Huế (1883) (25. August 1883, Vietnam – Frankreich)
- Vertrag von Huế (1884) (6. Juni 1884, Vietnam – Frankreich)